# Monarda lindheimeri
Monarda lindheimeri là một loài thực vật có hoa trong họ Hoa môi. Loài này được Engelm. & A.Gray mô tả khoa học đầu tiên năm 1845.